# Diamond D
Diamond D, nacido como Joseph Kirkland (El Bronx, Nueva York, 5 de abril de 1968), es un rapero, músico, productor discográfico y compositor estadounidense. 
Fue miembro de Ultimate Force, junto con Master Rob, y ambos aparecieron en el álbum Cold Chillin In the Studio de Jazzy Jay. Tras desintegrarse Ultimate Force en 1992, Diamond D fue uno de los fundadores de la crew Diggin’ in the Crates (D.I.T.C.). Está también en el grupo The Omen junto con Sadat X y Kamari.
Ha trabajado como productor en varios álbumes undeground clásicos, como The Low End Theory de A Tribe Called Quest, The Score de The Fugees y Black on Both Sides de Mos Def. Más recientemente ha aparecido en el álbum Hinterland del artista electrónico británico Aim.
En 1997, Diamond D creó su propio sello discográfico, Dusty Fingers Records.

## Producción/Remix
- A Tribe Called Quest
- Akrobatik
- Apache
- Big L
- Brand Nubian
- Class A Felony
- Joe Control
- Ed O.G.
- Fat Joe
- Freddie Foxxx
- Fu-Schnickens
- The Fugees
- House of Pain
- Illegal
- K-Terrorbull
- KRS-One
- Ras Kass
- Red Hot Lover Tone
- Shadz of Lingo

## Discografía
- Stunts, Blunts and Hip Hop (1992) (lanzado bajo el nombre de la banda Diamond & the Psychotic Neurotics)
- Hatred, Passions and Infidelity (1997)
- Bootlegs & B-Sides (2001)
- Grown Man Talk (2003)
- The Diamond Mine (2005)

- Datos: Q716928